# Maschere di Mercadia
(Cho-Manno)

Il logo del set

Maschere di Mercadia (in inglese Mercadian Masques) è un'espansione del gioco di carte collezionabili Magic: l'Adunanza. In vendita in tutto il mondo dal 4 ottobre 1999, Maschere di Mercadia è il primo set del blocco di Mercadia, che comprende le due successive espansioni Nemesis e Profezia.

## Ambientazione
(Dal testo di colore del Sentiero di Guerra)

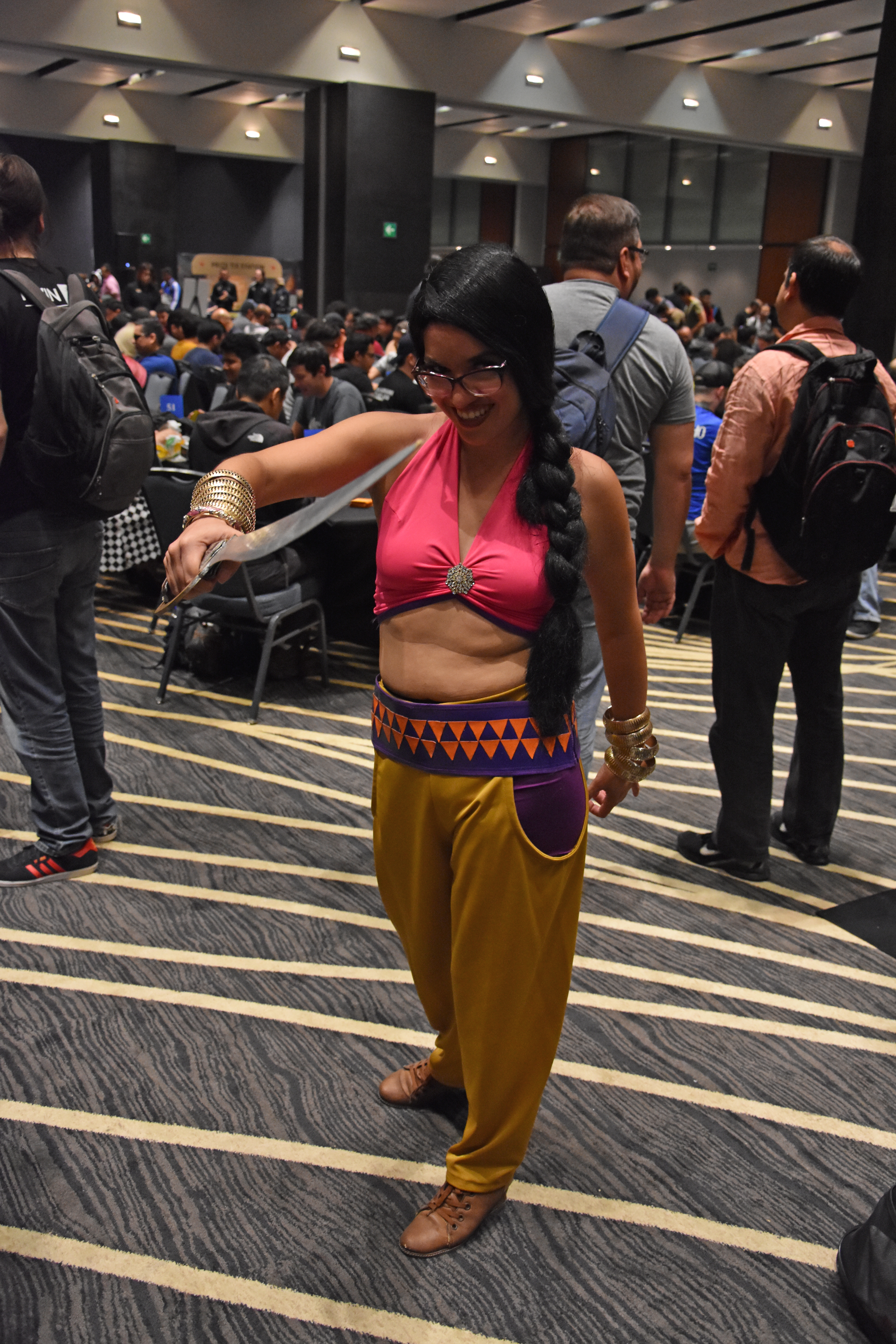
Cosplay di Sisay

Maschere di Mercadia, dopo il flashback dei tre set precedenti che raccontano il ciclo degli artefatti, riprende la narrazione della storia dall'espansione Esodo. La nave volante Cavalcavento riesce a fuggire dal piano dimensionale di Rath, e naufraga sul piano sconosciuto di Mercadia. La nave viene sequestrata da un gruppo di ribelli della tribù dei Cho-Arrim, e Orim viene rapita da loro. Successivamente il resto della ciurma viene arrestato dalle guardie governative e condotta alla capitale, la città di Mercadia, che sorge in cima ad una montagna capovolta, dove ogni cosa sembra essere il contrario di se stessa. Grazie al proprio carisma Gerrard riesce ad ottenere la libertà per sé e per i compagni, in cambio promette di combattere gratis per il governo di Mercadia. Orim intanto scopre che i Cho-Arrim sono un popolo spirituale che soffre grandemente sotto il dominio degli avidi mercadiani, e il loro capo, Cho-Manno, le spiega che ha interpretato l'arrivo della loro nave volante come un segno profetizzante il ritorno di Ramos, il dio dei cieli, e la fine del regime mercadiano.
Il magistrato che governa la città offre a Gerrard un contingente di soldati mercadiani e mercenari caterani, (una gilda di ladri e assassini), in modo da permettergli di recuperare la Cavalcavento; in questo modo l'eroe e la sua ciurma guadagnerebbero il libero passaggio in quelle terre e tornerebbero in possesso della loro nave. Nonostante i sospetti Gerrard accetta e marcia verso il territorio Cho-Arrim. Nella battaglia che segue i caterani macellano indiscriminatamente gli avversari, Gerrard ordina ai mercadiani di fermare l'attacco ma si ritrova di nuovo in arresto. Nuovamente nella città di Mercadia, Takara stringe un nuovo patto con il magistrato: la ciurma riparerà la Cavalcavento danneggiata e rimetterà in funzione il suo meccanismo di volo per lui in cambio della libertà. Mentre Sisay, Hanna e Orim si recheranno nella città rivale di Saprazzo, popolata da tritoni in grado di cambiare a piacimento la coda da pesce in gambe umane, per trovare un artefatto in grado di riparare la nave, Takara e i membri maschi della ciurma rimarranno agli arresti. Il magistrato accetta.
Infine Takara progetta la fuga della ciurma. Hanna e Karn raggiungono la nave, mentre gli altri cercano di recuperare l'artefatto mancante. Il gruppo di Gerrard scopre le rovine di un antico sito Thran, incontra una razza di potenti driadi, e si scontra con una gigantesca macchina da guerra meccanica.

## Caratteristiche
Maschere di Mercadia è composta da 350 carte, stampate a bordo nero, così ripartite:
- per colore: 57 bianche, 57 blu, 57 nere, 57 rosse, 57 verdi, 30 incolori, 35 terre.
- per rarità: 110 comuni, 110 non comuni, 110 rare e 20 terre base.

Il simbolo dell'espansione è una maschera, e si presenta nei consueti tre colori a seconda della rarità: nero per le comuni, argento per le non comuni, e oro per le rare.
Maschere di Mercadia è disponibile in bustine da 15 carte casuali, mazzi da torneo da 75 carte casuali, e in 4 mazzi tematici precostituiti da 60 carte ciascuno:
- La Minaccia di Bosco Cupo (rosso/verde)
- Dominatore delle Maree (blu/bianco)
- Distruttore (nero/rosso)
- Il Richiamo del Ribelle (bianco)

### Prerelease
Maschere di Mercadia fu presentata in tutto il mondo durante i tornei di prerelease il 25 settembre 1999, in quell'occasione venne distribuita una speciale carta olografica promozionale: l'Usurpatrice.

### Ristampe
Nel set sono state ristampate le seguenti carte da espansioni precedenti:
- Aldilà (dal set Mirage)
- Tempesta Cerebrale (presente nel set base Quinta Edizione e nell'espansione Era Glaciale)
- Contromagia (presente in tutti i set base fino alla Settima Edizione compresa, nel set introduttivo Starter e nei set di espansione Era Glaciale e Tempesta)
- Rito Oscuro (presente in tutti i set base fino alla Quinta Edizione compresa e nei set di espansione Era glaciale, Mirage, Tempesta, Saga di Urza)
- Insetto Mortale (dal set Alleanze)
- Tornado del Deserto (presente nei set base dalla Revised Edition fino alla Quinta Edizione comprese e nell'espansione Arabian Nights)
- Disincantare (presente in tutti i set base fino alla Settima Edizione compresa e nei set di espansione Era glaciale, Mirage, Tempesta, Saga di Urza)
- Flusso di Energia (presente nei set base dalla Revised Edition fino alla Quinta Edizione comprese e nell'espansione Antiquities)
- Morte Apparente (dal set Alleanze)
- Bruco Gigante (dal set Visioni)
- Richiamo (presente in tutti i set base fino all'Ottava Edizione compresa e nella Decima Edizione, e nei set di espansione Era Glaciale e Campioni di Kamigawa)
- Sorvegliante Ogre (presente nel set introduttivo Portal Seconda Era e nei set base dalla Settima Edizione alla Nona Edizione comprese)
- Pioggia di Lacrime (presente nel set introduttivo Portal, nella Decima Edizione del set base e nell'espansione Tempesta)
- Aura di Virtù (dal set Visioni)
- Turbine (presente nel set introduttivo Starter e nella Settima Edizione del set base)
- Pioggia di Pietre (presente in tutti i set base fino alla Nona Edizione compresa, in tutti i set introduttivi e nei set di espansione Era glaciale, Mirage, Tempesta, Campioni di Kamigawa)
- Draghetto Timido (dal set Cavalcavento)
- Tranquillità (presente in tutti i set base fino alla Settima Edizione compresa e nei set di espansione Tempesta e Invasione)
- Tremore (presente nei set base dalla Sesta Edizione all'Ottava Edizione comprese, nei set introduttivi Portal Seconda Era e Starter e nell'espansione Visioni)
- Soffio Velenoso (dal set Era Glaciale)
- Ordine di Distruzione (presente nella Quinta Edizione del set base e nell'espansione Era Glaciale)

## Errori di traduzione
Nell'edizione italiana del gioco la carta Thunderclap è stata tradotta come Rombo di Tuono, nonostante questo nome fosse già stato utilizzato in passato per la versione italiana di un'altra carta, il Rolling Thunder, stampata nell'espansione Tempesta. Questo errore è particolarmente grave se si pensa che il nome stesso delle carte può influenzare il gioco in molti modi, a partire da una delle regole di base che sancisce il limite massimo di quattro carte con lo stesso nome all'interno del mazzo di carte. Le regole stabiliscono anche che il nome "ufficiale" delle carte è quello originale inglese, e questo può confondere i giocatori italofoni, che devono sapere a priori che il Rombo di Tuono di Maschere di Mercadia non è la stessa carta di quello di Tempesta, e quindi possono avere nel proprio Grimorio quattro copie del primo e quattro del secondo.

## Novità
Questo set di espansione non introduce alcuna variazione alle regole del gioco, né aggiunge nuove abilità a quelle già esistenti, al contrario della maggioranza delle nuove espansioni. Tuttavia vengono sviluppate alcune meccaniche di gioco come i costi alternativi o addizionali per giocare una carta, le abilità utilizzabili da ogni giocatore e non solo dal controllore della carta a cui appartengono, le abilità che permettono di cercare carte nel grimorio. Inoltre due tipi di creatura in qualche modo rivali spiccano sopra gli altri: i ribelli e i mercenari.